# Фридонија (Бискоу, Арканзас)
Фридонија (енгл. Fredonia (Biscoe)) град је у америчкој савезној држави Арканзас.

## Демографија
По попису из 2010. године број становника је 363, што је 113 (-23,7%) становника мање него 2000. године.
| Група             | 2000.       | 2010.       |
| Белци             | 197 (41,4%) | 181 (49,9%) |
| Афроамериканци    | 277 (58,2%) | 179 (49,3%) |
| Азијати           | 0 (0,0%)    | 0 (0,0%)    |
| Хиспаноамериканци | 0 (0,0%)    | 4 (1,1%)    |
| Укупно            | 476         | 363         |